# 湖南科技學院
湖南科技学院是一所位于中华人民共和国湖南省永州市的全日制本科高校。

## 沿革
湖南科技學院自稱該校的辦學歷史可以追溯至民国三十年八月（1941年）創辦的湖南省立第七师范学校。1941年，湖南省政府同意在道县建立湖南省立第七师范学校，後因日本侵略，该校曾经在第二次世界大战期间迁至道县广贤乡第七保土地塘，其后又于11月1日，迁入宁远县九嶷山，1945年，日本战败投降，该校迁回道县。1949年11月，中国人民解放军占领道县，学校由甫成立的永州专署教育科接管:212-213。1953年2月，湖南省人民政府决定该校迁到零陵專區首府零陵县杨梓塘，并同步更名为湖南省零陵师范学校，1979年该校校址由湖南师范学院零陵分院接管:213。
1971年，零陵地区中学师资培训班成立，主要负责培训在职教师。文化大革命結束後，基於為湖南省培養急需人才的需求，湖南師範學院獲批在零陵等地市開設專科班，學校遂于1976年改建为湖南师范学院零陵分院:219，1979年，该校合并了在地办学条件不佳的湘潭大学零陵分校:49，1981年再改制为零陵师范专科学校，1993年改名为零陵师范高等专科学校:220。
2002年，中华人民共和国教育部同意该校升格为本科院校零陵学院:529-530。2004年，零陵学院更名为湖南科技学院。

## 院系设置
在成立初期，零陵师范专科学校主要為湖南省培養合格的初级中学教師，所設專業多為教育學類專業（师范类专业）:220。在校生亦必须出席公共课及职业技能训练课程:222。1993年以后，学校开始增设非师范类专业:530。
至2021年9月，该校建有14个二级学院，50个普通本科专业。

## 争议事件
2012年5月15日，湖南科技学院学生在百度贴吧爆料，湖南电视台都市频道报道，该校校内以“学生活动中心”为名开了一家KTV，提供有偿陪唱服务，每名陪唱收费150元，其中部分女生还自称是该校学生，有陪唱女生说，会被有的客人“非礼”。文化、工商等部门已介入调查。学院纪检处则声称，KTV是对外承包经营的，归后勤处管理，跟学校无关。